# Annika Schleu
Annika Schleu Zillekens, née le 3 avril 1990, est une pentathlonienne allemande. Elle remporte la médaille d’or du relais aux Championnats du monde 2012 ainsi qu'aux Championnats du monde 2017. Considérée comme grande favorite en individuel aux Jeux olympiques 2020 de Tokyo (se déroulant en 2021), elle est éliminée lors de l'épreuve d'équitation et termine la compétition à la 31e place.

## Biographie sportive
En 2011, Annika Schleu remporte l’argent aux Championnats d’Europe de pentathlon en équipe avec Lena Schöneborn et Eva Trautmann, ainsi qu’aux Championnats du monde. En 2012, en équipe avec Lena Schöneborn et Janine Kohlmann elle remporte la médaille d’or du relais, puis l’argent en 2015, à nouveau l’or en 2016 et 2017 toujours avec Lena Schöneborn.

### Jeux olympiques de Tokyo 2020
Alors qu'Annika Schleu est largement en tête lors des Jeux olympiques d'été de 2020, l’épreuve d’équitation se déroule mal. Le cheval Saint Boy, tiré au sort, présente un comportement très nerveux avant même le début de l’épreuve, et l’athlète fait un usage excessif de la cravache et des éperons sur injonction de son entraîneuse, Kim Raisner. Après quatre obstacles franchis correctement, Saint Boy, visiblement non disposé à la compétition, refuse plusieurs fois les obstacles, entraînant l'élimination d'Annika Schleu. Elle est reléguée à la 31e place du classement final individuel,. Par ailleurs, la Fédération internationale de pentathlon moderne (UIPM) décide de disqualifier Kim Raisner pour le reste des Jeux olympiques de Tokyo en raison d'un coup de poing donné sur la croupe de Saint Boy,,,. Le cheval avait précédemment été monté par la Russe Gulnaz Gubaydullina et avait déjà montré une attitude non compatible avec la compétition, entraînant également la note de 0 et donc l'élimination de Gubaydullina.
En février 2022, Annika Schleu verse 500 euros à l'association de protection animale allemande qui l'accuse de maltraitance en échange de l'abandon des poursuites.
Elle est médaillée d'or par équipes aux Jeux européens de 2023 à Cracovie.

## Palmarès
| Discipline/Année                         | 2010 | 2011 | 2012 | 2013 | 2014 | 2015 | 2016 | 2017 | 2018 | 2019 | 2021 |
| ---------------------------------------- | ---- | ---- | ---- | ---- | ---- | ---- | ---- | ---- | ---- | ---- | ---- |
| Jeux olympiques Individuel               | -    | -    | 25e  | -    | -    | -    | 5e   | -    | -    | -    | 31e  |
| Championnats du monde seniors Individuel | -    | -    | -    | -    | -    | -    | -    | -    | 2e   | -    | -    |
| Championnats du monde seniors Équipe     | -    | 1re  | -    | -    | -    | -    | -    | 1re  | 3e   | 3e   | 1re  |
| Championnats du monde seniors Relais     | -    | 2e   | 1re  | -    | -    | -    | -    | 1re  | 2e   | -    | -    |
| Coupe du monde seniors Individuel        | -    | -    | -    | -    | -    | -    | -    | -    | -    | 3e   | 2e   |
| Championnats d'Europe seniors Individuel | -    | -    | -    | -    | -    | -    | -    | -    | -    | -    | -    |
| Championnats d'Europe seniors Équipe     | 1re  | 2e   | -    | -    | -    | -    | -    | -    | -    | -    | -    |
| Championnats d'Europe seniors Relais     | 2e   | 2e   | -    | -    | -    | -    | -    | -    | 2e   | -    | -    |

Ce palmarès n'est pas complet